# Plan Spaaka
Plan Spaaka – inicjatywa podjęta w 1952 przez Zgromadzenie Parlamentarne EWWiS pod kierownictwem Paula-Henriego Spaaka zakładająca powołanie nowego europejskiego ugrupowania integracyjnego, mającego zastąpić EWO i EWWiS – Europejskiej Wspólnoty Politycznej. Projekt statutu tej organizacji zakładał funkcjonowanie wspólnoty w oparciu o bikameralny parlament (Izba Narodów i Senat), Europejską Radę Wykonawczą, Radę Ministrów Państw Członkowskich, Trybunał Sprawiedliwości oraz Radę Gospodarczą i Społeczną. Jej zadaniem byłaby koordynacja polityki zagranicznej oraz utworzenie wspólnego rynku. W związku z odrzuceniem projektu EWO przez francuskie Zgromadzenie Narodowe koncepcja EWP poniosła fiasko.